# カバー (マヤ遺跡)
カバー（Kabah）は、メキシコのユカタン州にある古代マヤの遺跡で、ウシュマルなどと並んでプウク式の建造物で知られる。

## 遺跡
カバーとは「強い手」を意味する。

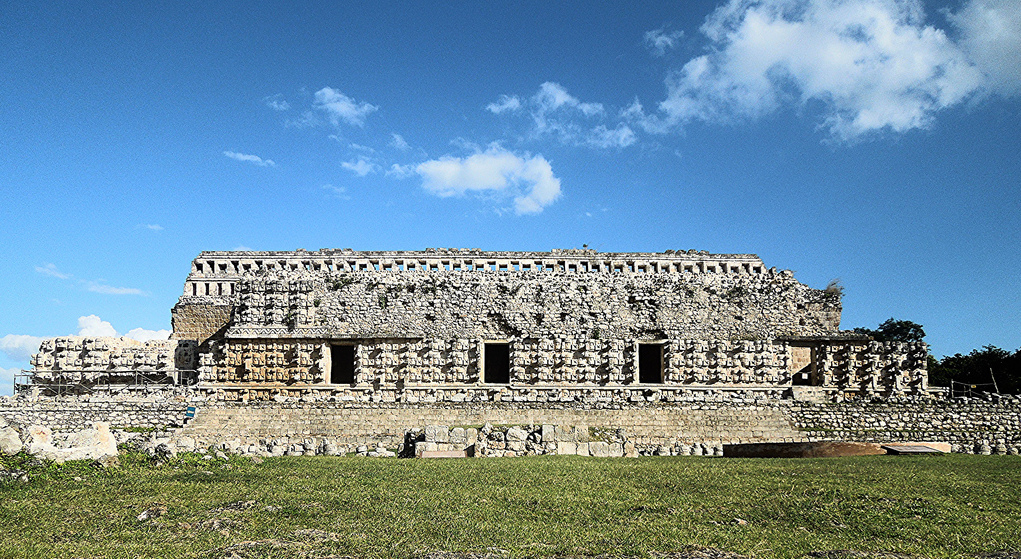
コズ・ポープ

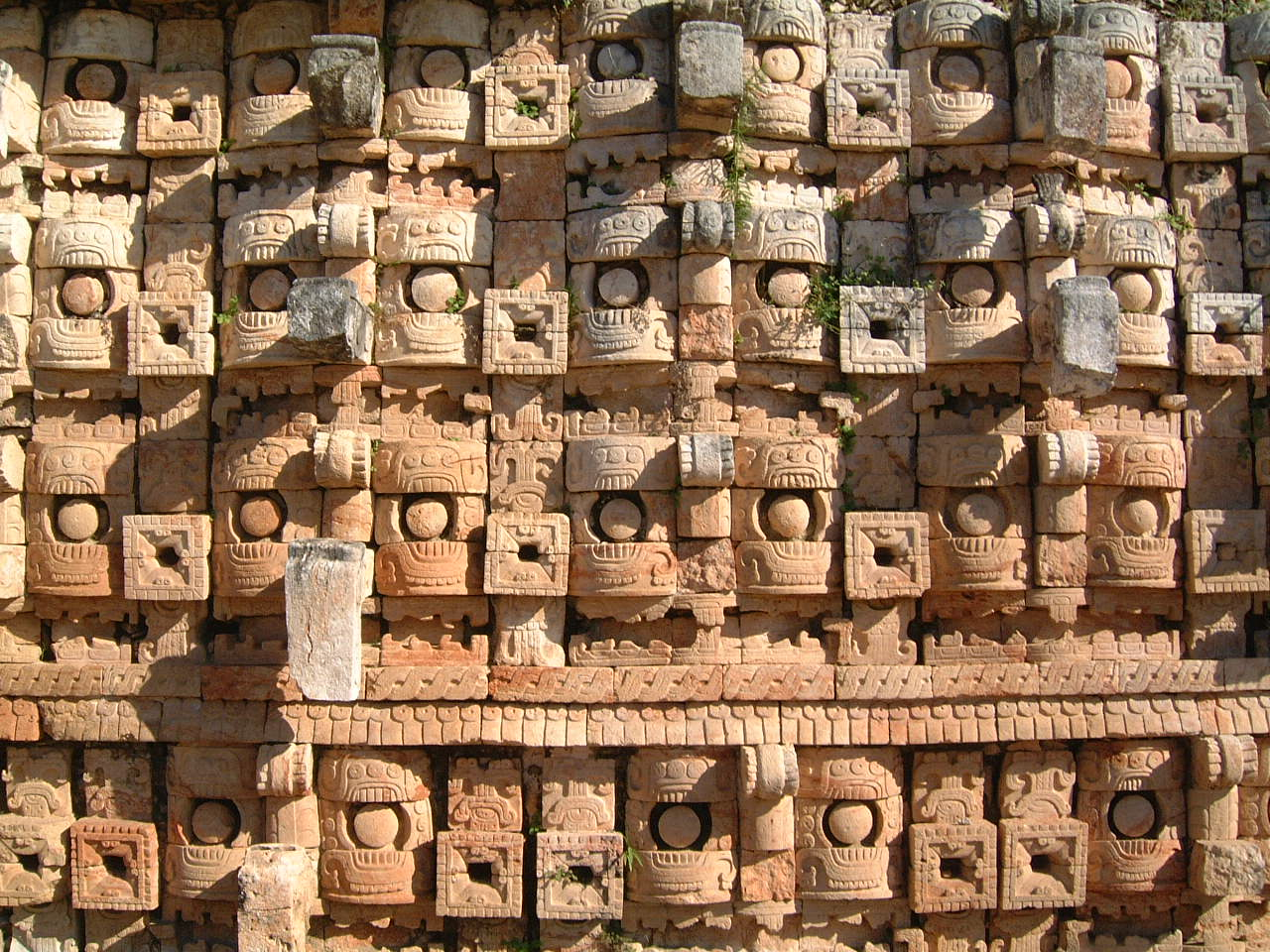
コズ・ポープのチャクの仮面

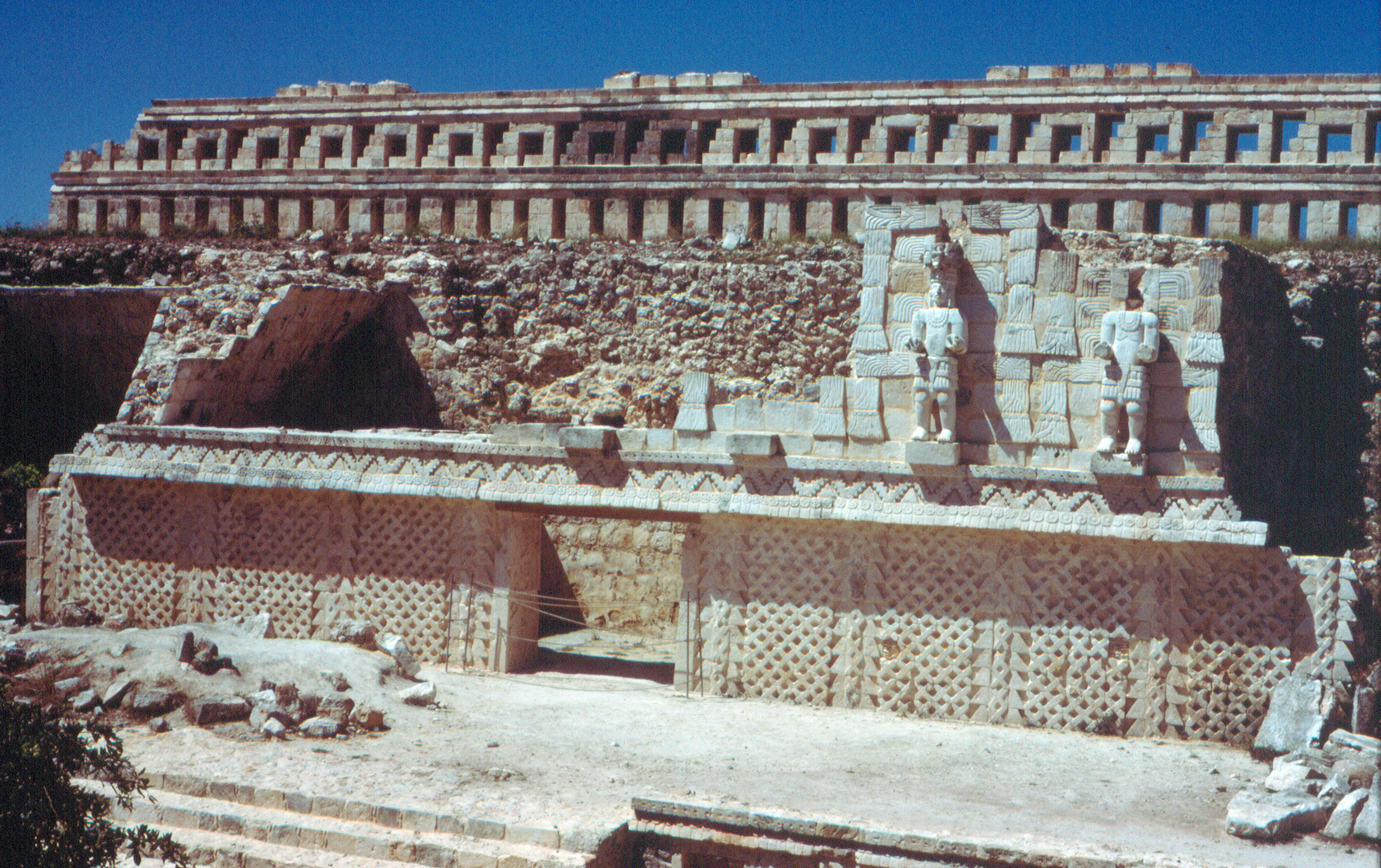
コズ・ポープの裏側

形成期中期（紀元前600-300年）から定住が始まったが、政治・経済の上で重要な都市になったのは古典期終末期（800-1000年）である。
プウク地域の他の都市と同様、11世紀はじめに放棄された。
遺跡の中心部は東西に3つの建造物グループに分けられ、中央に祭祀センター、東と西に支配者層の住む宮殿があった。しかし東のグループ以外はほとんど調査・復元されていない。中央グループの神殿ピラミッドは20メートルを越えるカバー最大の建造物だが、未発掘である。
東のグループはよく復元されており、プウク式の建造物を見ることができる。とくに250個ものチャク神の仮面で覆われたファサードを持つ宮殿コズ・ポープはカバーでもっとも有名な建造物である。西のグループには赤い手の壁画が発見された建造物がある。コズ・ポープの裏手と赤い手の建物の側柱には9世紀の日付を持つ碑文をともなった彫刻が残る。
カバーから北西のウシュマルまで、約20キロメートルに渡る長い堤道（サクベ）が走り、終点にはアーチが建てられた。

## 調査
カバーは1843年にジョン・ロイド・スティーヴンズとフレデリック・キャザーウッドによってはじめて報告された。その後、デジレ・シャルネやテオベルト・マーラーが訪れている。
1990年代にラモン・カラスコ率いるメキシコ国立人類学歴史研究所(INAH)が発掘を行った。
21世紀にはいってからはINAHのロールデス・トスカノ・エルナンデスらによる調査が行われており、この調査によって王室の台所の跡が発見された。調査によりここでニシュタマリゼーションが行われていたこと、かまどが存在したことが判明した。またメタテなどの石器や多数の土器も発見された。